# Государственная премия СССР
Госуда́рственная пре́мия СССР (1967—1991) — ежегодная государственная премия, учреждённая ЦК КПСС и Советом Министров СССР в 1966 году.
Государственная премия вручалась с 1967 по 1991 год за выдающиеся творческие достижения в области науки и техники, литературы и искусства.

## Статус
Премия была учреждена Постановлением Центрального комитета КПСС и Совета министров Союза ССР 9 сентября 1966 года N 739 «О Ленинских и Государственных премиях СССР в области науки и техники, литературы и искусства».
Лауреаты Сталинской премии, присуждавшейся в 1941—1955 годах, могли обменять свои медали и документы на соответствующие атрибуты Госпремии. В выходившей в СССР в 1960—1980-е годы справочной литературе «Государственной премией СССР» по политическим соображениям называлась и сама Сталинская премия; именно она стоит за указаниями вроде «Лауреат Государственной премии, 1949 год».
Государственная премия СССР — вторая по значимости и по размеру денежного вознаграждения (5 000 рублей) премия в СССР после Ленинской премии, вручавшейся в СССР в период с 1957 по 1991 годы. Требования к лауреатам были иные. Если Государственной премией СССР награждались «за научные исследования, вносящие крупный вклад в развитие отечественной науки», то для получения Ленинской премии требовались «особо выдающиеся научные исследования, открывающие новые направления в науке и технике и превышающие мировые достижения в данной области знания». Среди награждённых были писатели, учёные, деятели искусств, до 100 человек ежегодно. Лауреатами трёх премий стали Ч. Т. Айтматов, О. Н. Ефремов, В. М. Шумский, В. Н. Челомей, С. П. Непобедимый.
В союзных республиках были учреждены отраслевые республиканские государственные премии, например Государственная премия РСФСР в области архитектуры.

## Список лауреатов

### Лауреаты в области науки и техники
- Лауреаты Государственной премии СССР в области науки и техники (1967—1975)
- Лауреаты Государственной премии СССР в области науки и техники (1976—1980)
- Лауреаты Государственной премии СССР в области науки и техники (1981—1985)
- Лауреаты Государственной премии СССР в области науки и техники (1986—1991)